# تعليم الجدل

تعليم الجدل أو تعليم الخلاف هي حملة قادها معهد دسكفري لتعزيز فكرة التصميم الذكي البديلة للخلقية تعتمد على التشكيك وشرح نقاط الضعف لنظرية التطور وتعليم هذا الجدل والتشكيك في حصص العلوم في المدارس الحكومية الأمريكية أثناء تدريس نظرية التطور. يرى قادة الحملة ان من غير المنصف تدريس التطور بدون ذكر الخلاف العلمي حوله وبالتالي فانه يجب أن يتم تخصيص وقت مماثل لوقت تدريس التطور لتدريس «النقد العملي ونقاظ الضعف لنظرية التطور والارتقاء»، ويتم تعليم مصطلحات التصميم الذكي مثل التعقيد غير القابل للاختزال والتوافق الدقيق للكون كادلة على ضعف نظرية التطور.
ردت العديد من المنظمات العلمية بانه لا يوحجد جدل علمي حقيقي حول صحة نظرية التطور وان هذا الجدل موجود فقط عند الجماعات الدينية والسياسية. المحكمة الفدرالية الأمريكية جنبا إلى جنب مع العديد من المنظمات العلمية صرحت بان معهد دسكفري يريد أن يستغل كون نظرية التطور هو محط جدل ونقاش واهتمام كبير في الأوساط العلمية لكي يعطي تصور خاطئ بان التطور «هو نظرية في ازمة».
البروفسور في جامعة مكغيل براين التيرس الخبير في مجال الجدل القائم بين التطور والخلقية يقول: «ان 99.9% من العلماء يقبلون نظرية التطور» بينما التصميم الذكي قد رفض من الاغلبية الساحقة من المجتمع العلمي. وفي كانون الأول من عام 2005 اصدرت المحكمة الفدرالية الأمريكية حكمها باعتبار التصميم الذكي لا يعد نظرية علمية وان «تعليم الجدل» هو حيلة دينية.